# Ballblazer
Ballblazer ist ein Computer-Sportspiel aus dem Jahre 1985, das vom US-amerikanischen Entwickler und Publisher Lucasfilm Games entwickelt wurde und eine futuristische Adaption des Fußballspiels darstellt. Jeder Spieler steuert eine Art Luftkissenfahrzeug („Rotofoil“), mit dem der Ball („Plasmorb“) möglichst oft in das gegnerische Tor gebracht werden muss.
Ballblazer zeichnete sich durch die im Vergleich zu anderen Spielen der Heimcomputer-Ära besonders realistische Darstellung der Spielphysik aus. Effekte wie Beschleunigung, Massenträgheit, Rückstoß und elastische Stöße sowie die Erdkrümmung wurden überzeugend dargestellt und so in das Spiel eingebunden, dass sie vom Spieler berücksichtigt werden mussten und ihm bei geschickter Ausnutzung einen spielerischen Vorteil brachten.
Bemerkenswert ist auch die algorithmisch generierte Musik, bei welcher der Computer quasi improvisiert, ohne sich jemals exakt zu wiederholen.

## Spielprinzip und Technik
Das Spielfeld befindet sich laut der Hintergrundgeschichte auf einem Asteroiden. Obwohl im Spiel nur das rechteckige, mit Schachbrettmuster versehene Spielfeld befahrbar ist, ist an der geringen Sichtweite und dem Verschwinden weit entfernter Objekte unterhalb der Kimm die Horizontkrümmung eines kleinen Himmelskörpers zu erkennen und hat deutliche Auswirkungen aufs Spiel. Von der Mittellinie des Spielfeldes aus sind die Tore nicht sichtbar, und da die Tore sich bewegen, müssen die Spieler die Position in der ersten Phase eines Angriffs schätzen. Ein Tor, das fällt, während der Spieler so weit entfernt ist, dass er hinter dem Horizont ist, bringt besonders viele Punkte.
Um ein Zweispieler-Spiel zu ermöglichen, ist der Bildschirm horizontal geteilt (Split Screen) und in jedem Teil des Bildschirms wird die Sicht des Spielers oder des Gegners dargestellt. Einige der im Spiel möglichen Taktiken beruhen auf dem Verfolgen des Bildes in der Bildschirmhälfte des Gegners, wie zum Beispiel das Ausnutzen des Rückstoßes beim Abschuss des Balls, um gegen den verfolgenden Gegner zu prallen und ihn so zu bremsen.

## Entwicklungs- und Veröffentlichungsgeschichte
Das Spiel wurde ursprünglich für die Atari-8-Bit-Systeme wie den Atari 800 und den Atari 5200 geschrieben. Später wurde es dann auf viele der damals populären Heimcomputer wie den Apple II, ZX Spectrum, Schneider CPC, Commodore 64 und den Atari 7800 portiert.
Im Jahre 1990 wurde von LucasArts und Rainbow Arts ein Nachfolgespiel mit dem Titel Masterblazer veröffentlicht. Das Spiel erschien auf den Computerplattformen Amiga, Atari ST und PC.
1997 erschien ein Remake für die PlayStation unter dem Titel Ballblazer Champions, ebenfalls veröffentlicht von LucasArts.

## Rezeption
Die deutsche ASM lobte „Schnelligkeit, hohe Motivation und geniale Einfachheit“ des Spiels, das sich so von anderen Genrevertretern positiv absetze. Der Trainingsmodus führe auch bei Spielanfängern zu Erfolgserlebnissen, und das Spielgeschehen werde in flüssiger 3D-Grafik dargestellt. In Summe sei Ballblazer ein „kosmisches Freizeit-Vergnügen“.